# Kleinstechau
Kleinstechau ist ein Ortsteil der Gemeinde Löbichau in Thüringen im Altenburger Land.

## Lage
Kleinstechau liegt im Landschaftsschutzgebiet Sprottetal, etwa einen Kilometer östlich des Hauptortes Löbichau und etwa 15 Kilometer (Luftlinie) südwestlich der Kreisstadt Altenburg. Eine Zufahrtsstraße mündet etwa 300 m südlich der Ortslage in die B 7 (Abschnitt Ronneburg – Schmölln). Der Ort liegt an der Großensteiner Sprotte. Die geographische Höhe des Ortes beträgt 230 m ü. NN.

## Geschichte
Erstmals urkundlich erwähnt wurde Kleinstechau im Jahr 1291. Am 17. Januar 1291 wurden die Lehngüter von den Burggrafen Albert, Heinrich und Erkenbert von Starkenberg für 500 Mark an den Vogt von Plauen, Heinrich dem Älteren, verkauft. 1445 hatte Kleinstechau 10 besetzte Höfe. Im Jahre 1583 waren es fünf Bauernhöfe, 13 Baustätten mit dem Hirtenhaus und 90 Einwohner.
Kleinstechau gehörte zum wettinischen Amt Altenburg, welches ab dem 16. Jahrhundert aufgrund mehrerer Teilungen im Lauf seines Bestehens unter der Hoheit folgender Ernestinischer Herzogtümer stand: Herzogtum Sachsen (1554 bis 1572), Herzogtum Sachsen-Weimar (1572 bis 1603), Herzogtum Sachsen-Altenburg (1603 bis 1672), Herzogtum Sachsen-Gotha-Altenburg (1672 bis 1826). Bei der Neuordnung der Ernestinischen Herzogtümer im Jahr 1826 kam der Ort wiederum zum Herzogtum Sachsen-Altenburg. Die Ortsflur umfasste 1885 etwa 250 ha. Nach der Verwaltungsreform im Herzogtum gehörte Kleinstechau und das in seiner Flur liegende Tannenfeld  bezüglich der Verwaltung zum Ostkreis (bis 1900) bzw. zum Landratsamt Ronneburg (ab 1900). Das Dorf gehörte ab 1918 zum Freistaat Sachsen-Altenburg, der 1920 im Land Thüringen aufging. 1922 kam es zum Landkreis Gera.
Am 1. Juli 1950 wurde die Gemeinde Kleinstechau mit dem Ortsteil Tannenfeld nach Löbichau eingemeindet. Bei der zweiten Kreisreform in der DDR wurden 1952 die bestehenden Länder aufgelöst und die Landkreise neu zugeschnitten. Somit kam Kleinstechau als Ortsteil der Gemeinde Löbichau mit dem Kreis Schmölln an den Bezirk Leipzig, der seit 1990 als Landkreis Schmölln zu Thüringen gehörte und bei der thüringischen Kreisreform 1994 im Landkreis Altenburger Land aufging.